# Mary Gawthorpe

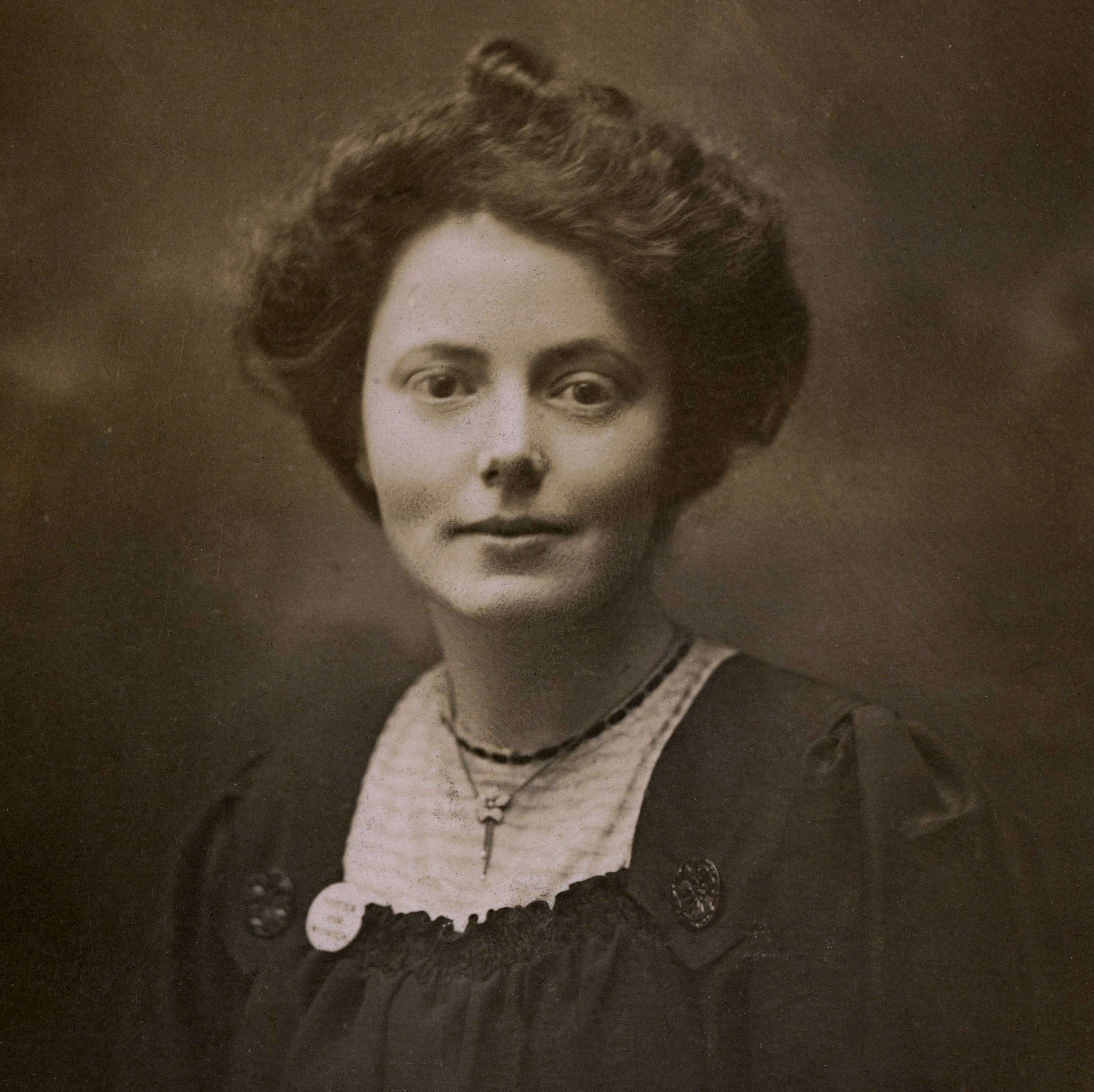
Mary Gawthorpe

Mary Eleanor Gawthorpe (* 12. Januar 1881 in Woodhouse, Leeds, Vereinigtes Königreich; † 12. März 1973 in Whitestone (Queens), New York, Vereinigte Staaten) war eine britisch-amerikanische Sozialistin, Gewerkschafterin und Suffragette. Sie gehörte zu den führenden Persönlichkeiten im Kampf für das Wahlrecht für Frauen im Großbritannien des beginnenden 20. Jahrhunderts. Nach ihrer Emigration in die Vereinigten Staaten 1916 war sie auch dort in Interessensverbänden der Arbeiter- und der Frauenrechtsbewegung aktiv.

## Familie

### Die Eltern
Gawthorpes Mutter, Annie Eliza Gawthorpe, geborene Mountain, kam um 1857 in Yorkshire zur Welt. Sie erwies sich als gute Schülerin, jedoch war die Familie zu arm, um ihr einen längeren Schulbesuch zu ermöglichen. Bereits mit zehn Jahren musste sie anfangen, in der örtlichen Textilfabrik zu arbeiten. Ihren Traum, Lehrerin zu werden, konnte sie sich folglich nie erfüllen; es war ihr daher sehr wichtig, ihren Kindern eine umfassende Schulbildung zu ermöglichen.
Vor der Heirat mit Gawthorpes Vater, John Garthorpe, verließ sie die Textilfabrik und arbeitete zu Hause, wo sie ihre Schwester beim Nähen von Kleidern unterstützte. Nach der Hochzeit arbeitete sie gelegentlich wieder in der Textilfabrik und als Wäscherin, um die Familie zu unterstützen.
Gawthorpes Vater wurde um 1854 wie die Mutter in Yorkshire geboren. Er war sehr vielseitig tätig, so arbeitete er in einer Gerberei und war Laienprediger in der Kirche. Daneben leitete er die Sonntagsschule sowie einen Chor und war Kapitän eines örtlichen Cricketteams. Obendrein engagierte er sich in der Conservative Party und war politischer Assistent des Parlamentsabgeordneten seines Bezirks. Kurzzeitig hatte er Pläne, ebenfalls für das House of Commons zu kandidieren, welche er aber schon bald verwarf.
Des Weiteren liebte er es zu lesen und war auch selbst schriftstellerisch tätig. Er gewann einige lokale Literaturwettbewerbe. Mary Gawthorpe schätzte ihn später als Opfer seines sozialen Umfeldes ein; ihrer Meinung nach hätte er sich in einer intellektuellen Umgebung deutlich besser entfalten können, als es ihm als Angehörigem der Arbeiterschicht möglich war.

### Familienleben
Gawthorpe hatte vier Geschwister, von denen jedoch nur zwei, ihre Schwester Annie Gatenby und ihr Bruder James Arthur, das Erwachsenenalter erreichten. Den frühen Tod ihrer beiden anderen Schwestern innerhalb eines Jahres führte Gawthorpe später auf die mangelnde Hygiene in ihrem Wohnumfeld zurück. So befand sich etwa der Abort außerhalb der Wohnung und wurde von mehreren Familien gemeinschaftlich benutzt. Andererseits waren derartige Wohnverhältnisse für die Arbeiterschicht dieser Zeit durchaus nicht unüblich.
Die Stimmung in der Familie war oft gereizt. Ein Grund hierfür war die schwierige finanzielle Situation, da die beiden früh verstorbenen Kinder teure Medikamente benötigt hatten. Hinzu kam, dass auch die Mutter in dieser Zeit schwer erkrankte. Ein weiterer Grund war die politische Aktivität des Vaters. Annie Gawthorpe konnte mit den neuen Bekanntschaften, die die Familie dadurch machte, nie wirklich warm werden, was ihr bei den selbigen den Spitznamen Die Puritanerin einbrachte.
Die Situation in der Familie verschärfte sich zunehmend, als der Vater zu trinken begann, was schließlich dazu führte, dass Annie Gawthorpe immer häufiger statt im gemeinsamen Ehebett im Bett der Tochter übernachtete. Auch plünderte er wiederholt die Familienkasse, was um das Jahr 1902 fast dazu führte, dass man das Klavier, das sich in Familienbesitz befand, verkaufen musste. Dieses war jedoch die Arbeitsgrundlage für James Arthur, dem jüngeren Bruder Marys, der eine Anstellung in einem Musikgeschäft gefunden hatte. Dieses Ereignis war der Auslöser dafür, dass sich die Mutter, Mary und ihre beiden Geschwister dazu entschlossen, den Vater zu verlassen und aus der gemeinsamen Wohnung auszuziehen. Keiner der vier hielt anschließend noch Kontakt zu John Gawthorpe.

## In Großbritannien

### Frühe Jahre
Die junge Mary Gawthorpe erwies sich als gute Schülerin und fand für ihre schulischen Bemühungen viel Unterstützung von ihren Eltern. Jedoch kam auch sie, aufgrund der Schulden ihrer Eltern, nicht umhin, neben der Schule zu arbeiten, um die Familie zu unterstützen. Sie handelte mit gebrauchten Büchern und half ihrem Vater beim Betrieb einer kleinen Nachrichtenagentur. Hier unterstützte sie vor allem die Sportberichterstattung, wobei es ihre Aufgabe war, die neu geschriebenen Berichte von den diversen Sportplätzen der Umgebung einzusammeln und zu den Büros der Zeitungen zu bringen.
Als sie die Schule im Alter von 13 Jahren abschloss, wurde sie von ihrem Schulleiter für eine Prüfung angemeldet, die ihr ein Stipendium für eine weiterführende Schule ermöglichen sollte. Sie bestand die Prüfung, doch die Geldsorgen innerhalb der Familie ließen es nicht zu, dass sie sich ausschließlich der Schule widmete. Stattdessen arrangierte der Vater für sie eine Einstellung als Pupil-Teacher, also als Aushilfslehrerin, an ihrer alten Schule.
In der Folgezeit arbeitete Gawthorpe hart; tagsüber unterrichtete sie und nachts lernte sie, sodass sie die weiterführenden Prüfungen auf dem Weg zu einer voll qualifizierten Lehrerin meisterte. Sie erhielt ein weiteres Stipendium, welches sie allerdings abermals nicht antrat, um ihre Mutter nicht vollständig vom unsicheren Einkommen des Vaters abhängig zu machen. Dennoch schaffte sie es unter großer Anstrengung, auch ihre letzten Examen zu bestehen und ihre Ausbildung zur zertifizierten Grundschullehrerin mit Bestnoten abzuschließen. In ihrer Kindheit hatte sie sich vorgenommen, beruflich einmal auf eigenen Beinen zu stehen. Dieses Ziel hatte sie nun mit knapp 21 Jahren erreicht.

### Beginn der politischen Aktivität
Gawthorpe fuhr damit fort, sich weiterzubilden. Sie nahm Gesangsstunden und besuchte die Leeds School of Music, wo sie sich als begabte Mezzosopranistin hervortat. Des Weiteren begann sie mit dem Klavierspiel, besuchte Rhetorikkurse und strebte sogar einen Universitätsabschluss an. Schon bald fand sie auch privates Glück und verlobte sich mit einem Schriftsetzer bei der Yorkshire Post namens T. B. Garrs. Über ihn fand sie auch ersten Zugang zu den sozialistischen Kreisen ihrer Umgebung. Sie besuchte regelmäßig die Labour Church, in der sie auch erste öffentliche Reden hielt, und bald schon gestaltete sie die Frauenseite in der lokalen Kirchenzeitschrift Labour News.
Über einen Arbeitskollegen Garrs erhielt das Paar auch Eingang in den Leeds Arts Club des Intellektuellen Alfred Richard Orage, in dem zu jener Zeit auch Edward Carpenter und George Bernard Shaw verkehrten. Gawthorpe übernahm Ämter in diversen Vorläufern und Splittergruppen der frühen Labour Party und wurde beispielsweise Vizepräsidentin der Independent Labour Party in Leeds. Sie engagierte sich außerdem in den Lehrergewerkschaften National Union of Teachers und National Federation of Assistant Teachers, wo sie sich besonders für ein staatlich subventioniertes Schulessen einsetzte, ein Thema, welches vor allem im Winter 1904/1905 durch eine hohe vorherrschende Arbeitslosigkeit in den öffentlichen Fokus rückte.

### Engagement in der Suffragettenbewegung

#### Erste Schritte
Mit der Suffragettenbewegung ihrer Zeit kam Gawthorpe zum ersten Mal in Kontakt, als sie eine Rede Christabel Pankhursts in der Labour Church hörte. Selbst aktiv wurde sie im Oktober 1905, als sie von der Verhaftung Pankhursts und Annie Kenneys in der Free Trade Hall in Manchester erfuhr. Die Pionierin der Frauenrechtsbewegung in Leeds, Alice Scatcherd, war zu dieser Zeit bereits nicht mehr politisch aktiv, und so war Gawthorpe im Wesentlichen auf sich alleine gestellt, als sie damit begann, politische Veranstaltungen zu stören und Politiker gezielt zu schikanieren. Da die militante Women’s Social and Political Union (WSPU) von Emmeline und Christabel Pankhurst zu dieser Zeit fast ausschließlich in London und Leicester tätig war, trat sie stattdessen der gemäßigteren National Union of Women’s Suffrage Societies (NUWSS) bei, die in Leeds von der Gewerkschafterin Isabella Ford geleitet wurde.
In der NUWSS traf Gawthorpe bald schon auf ihre ehemalige Schulkameradin Ethel Annakin und über Ford lernte sie auch Millicent Garrett Fawcett kennen. Die erste Jahreshälfte 1906 war von zahlreichen Auftritten geprägt, auf denen Gawthorpe Reden für die Suffragetten, die Gewerkschaften, die Lehrerverbände oder die Sozialisten hielt. Sie machte sich hierdurch auch über die Stadtgrenzen Leeds hinaus einen Namen, sodass sich ihr Tätigkeitsradius rasch vergrößerte.
Zwischen März und Juni 1906 gab Gawthorpe ihre Tätigkeit als Lehrerin auf und half Mitte des Jahres dabei, in Leeds einen Ableger der Women’s Labour League (WLL) zu etablieren. Diese Organisation war in London von Margaret MacDonald, der Ehefrau James Ramsay MacDonalds, gegründet worden, über welche Mary Gawthorpe noch im selben Jahr ersten Kontakt zu Kabinettsministern aufnehmen konnte.
Ein wesentlicher Unterschied im politischen Ansatz von WSPU auf der einen und NUWSS beziehungsweise WLL auf der anderen Seite lag in dieser Zeit darin, dass die WSPU vorrangig Politik gegen die regierende Liberal Party betrieb und die beiden letzteren Organisationen Kampagnen für die Labour Party organisierten, die der Sache der Suffragetten am wohlwollendsten gegenüberstand. Dies führte teilweise zu Interessenskonflikten, wenn die Anti-Liberal-Politik der WSPU der Conservative Party anstelle von Labour entgegenkam. Dies war auch im August 1906 der Fall, als die WSPU bei der Nachwahl im Wahlbezirk Cockermouth den Labour-Kandidaten Robert Smillie nicht mehr unterstützte. Gawthorpe, die im Auftrag der WLL eine Wahlkampagne für Smillie leitete, sollte zum Übertritt in die militantere Organisation der Pankhursts bewegt werden, hielt der WLL aber vorerst noch die Treue. Kurze Zeit später jedoch, nachdem sie in London auch Emmeline Pankhurst kennengelernt hatte, akzeptierte sie ein Angebot der WSPU und trat der Union als Organisatorin bei.

#### Organisatorin in der WSPU
Als Organisatorin in der WSPU verdiente Gawthorpe besser als zuvor als Lehrerin, was es ihr ermöglichte, jeden Monat die Hälfte ihres Einkommens der Mutter zu überbringen und so für deren Unterhalt zu sorgen. Bereits nach kurzer Zeit gehörte sie zu den profiliertesten und gefragtesten Rednerinnen der Union, für die sie zahlreiche Reisen durch das Vereinigte Königreich unternahm. Die Beziehung zu ihrem Verlobten Garrs litt jedoch darunter, dass sie so oft nicht zu Hause war, wenngleich sie vorerst noch nicht in die Brüche ging.
Am 23. Oktober 1906 machte sich eine Delegation der WSPU auf den Weg zum House of Commons, um mit den lokalen Abgeordneten, aber auch mit Premierminister Campbell-Bannerman, über das Frauenwahlrecht zu diskutieren. Als dieser sich nicht bereit zeigte, dieses Thema auf seine Agenda zu schreiben, sprang Gawthorpe auf einen Stuhl und begann eine Rede zu halten. Andere Mitstreiterinnen entrollten Transparente und schlugen anderweitig Krawall, bis die Polizei einschritt und eine große Zahl der Aktivistinnen verhaftete. Neben Gawthorpe waren dies unter anderem Annie Kenney, Annie Cobden Sanderson, Adela Pankhurst, Teresa Billington, Dora Montefiore, Emmeline Pethick-Lawrence, Irene Fenwick Miller, Charlotte Despard, Edith How-Martyn und Minnie Baldock. Vor die Wahl gestellt, entweder für sechs Monate politisch nicht in Erscheinung zu treten oder eine zweimonatige Haftstrafe anzutreten, gingen sie allesamt ins Gefängnis, wo sie aber nur etwa einen Monat einsitzen mussten.
Nach ihrer Entlassung aus dem Gefängnis Holloway Gaol gehörte Gawthorpe unbestritten zu den führenden Köpfen der britischen Suffragettenbewegung. Sie war National Organiser der WSPU und saß auch im Zentralkomitee der Organisation. Sie arbeitete fast ununterbrochen für die Union und gönnte sich nur zu Weihnachten, das sie mit der Familie Pankhurst verbrachte, eine kurze Pause.
In der ersten Jahreshälfte 1907 beteiligte sich Gawthorpe an insgesamt sieben Wahlkampagnen als Rednerin. Meist schaffte sie es, von ihren Zuhörern zumindest toleriert zu werden, gelegentlich wurde sie jedoch mit Pfefferminzbonbons oder anderen Lebensmitteln beworfen. Einmal wurde sie von einem hartgekochten Ei am Kopf getroffen und sank bewusstlos zu Boden, doch bereits am nächsten Tag stand sie wieder auf der Rednerbühne.

#### Gesundheitliche Probleme
Der unbändige Einsatz, ohne Schonung für den eigenen Körper, forderte jedoch seinen Tribut. Im Sommer 1907 erkrankte Gawthorpe an einer Blinddarmentzündung. Sie wurde von Louisa Garrett Anderson operiert und verbrachte anschließend einige Zeit zur Rekonvaleszenz im Anwesen der Familie Pethick Lawrence und in Italien. Doch die Genesung ging nur langsam voran und so spielte Gawthorpe auch keine Rolle, als sich im Herbst 1907 die Women’s Freedom League unter Charlotte Despard und Edith How-Martyn von der WSPU abspaltete. Ihre Gesundheit sollte sich auch in den Folgejahren nie wieder vollständig einstellen.
Dennoch war sie im November 1907 wieder auf Wahlkampfveranstaltungen anzutreffen, nachdem sie zuvor ein Pamphlet mit dem Titel Vote for Men veröffentlicht hatte. Anfang 1908 organisierte sie eine Kundgebung in ihrer Heimatstadt Leeds und im Juni eine Großdemonstration im Londoner Hyde Park, an der sich geschätzte 250.000 Menschen beteiligten. Die Tatsache, dass der neugewählte Premierminister und Anti-Suffragist Herbert Asquith sich von der Menschenmasse unbeeindruckt zeigte, führte zu einer weiteren Radikalisierung der WSPU, die sich nun zunehmend gewalttätig zeigte.
Ein persönlicher Höhepunkt dürfte es für sie gewesen sein, als sie im Juli 1908 in Woodhouse Moor, dem Stadtviertel von Leeds, in dem sie ihre Kindheit verbracht hatte, vor 100.000 Zuhörern sprach.
In der zweiten Jahreshälfte 1908 wurde Gawthorpe zur offiziellen Organisatorin der WSPU in Manchester ernannt. Sie sprach bei weiteren Aktionen und wurde mehrfach in Gewahrsam genommen, musste jedoch anscheinend keine weiteren Haftstrafen verbüßen. Im Arrest musste sie teilweise Zwangsfütterungen über sich ergehen lassen, zudem rütteten Hungerstreiks, die mittlerweile zum Aktionsprogramm der militanten Frauenrechtlerinnen gehörten, weiter an ihrer Gesundheit. Schließlich wurde ihre Arbeit von einer weiteren Krankheitsperiode unterbrochen, die sie bis zum Januar 1909 weitgehend außer Gefecht setzte. 1909 wurde sie von Aufsehern zusammengeschlagen, als sie eine Rede Winston Churchills durch Zwischenrufe störte. Das Jahr war von einem ständigen Wechsel zwischen politischer Aktivität und Krankheitszeiten geprägt; im Herbst 1910 konnte sie zur Herbstkundgebung der WSPU nicht nach Manchester reisen, sie initiierte jedoch selbst vom Krankenbett aus noch Spendenaktionen. Im Jahr darauf trat sie aus gesundheitlichen Gründen von ihren Ämtern in der WSPU zurück.
1911 gründete sie gemeinsam mit Dora Marsden das Journal The Freewoman, ein radikales Blatt, für das auch H. G. Wells, Teresa Billington-Greig, Rebecca West, Ada Nield Chew und Ezra Pound Beiträge leisteten. Im Jahr darauf startete sie eine Petition gegen die Zwangsernährung von Suffragetten in britischen Gefängnissen. Ihr Aufruf zu einem nationalen Hungerstreik im Daily Herald 1912 blieb unerhört. Nach 1912 ließ ihre Gesundheit ein weiteres Engagement nicht mehr zu, was auch ein Erholungsaufenthalt in Italien 1914/1915 nicht zu ändern vermochte. Auf der Suche nach einer anderen Beschäftigungsmöglichkeit besuchte sie 1915 eine Weiterbildung zur Sekretärin am Kensington College. Dennoch erhielt Gawthorpe bis 1916 weiterhin finanzielle Unterstützung durch die WSPU.

## In den Vereinigten Staaten

### In der amerikanischen Suffragetten- und Arbeiterbewegung
1916 wanderte Gawthorpe gemeinsam mit ihrer Mutter in die USA aus, wo sie zunächst bei Familienmitgliedern in Monroe, New York, wohnten. Nachdem sie sich anfangs als Autorenassistentin und Korrektorin bei lokalen Zeitungen beworben hatte, wurde sie auch in der Frauenwahlrechtsbewegung der Vereinigten Staaten aktiv und wurde bald schon Field Organizer und später Head Organizer der National Woman’s Suffrage Party in Brooklyn. Im Februar 1917 zog sie nach Buffalo und engagierte sich in der Presseabteilung ihrer Partei und noch im selben Jahr wurde sie Vorsitzende des Presseausschusses im Bundesstaat New York, ein Posten, den sie bis Mitte 1917 behielt.
Nach der Einführung des Wahlrechts für Frauen 1920 arbeitete Gawthorpe für diverse Organisationen in verschiedenen Bundesstaaten, so zum Beispiel für die National Consumers League in Delaware, für die sie die Arbeit von Frauen während des Ersten Weltkriegs untersuchte.
Sie hielt auch wieder vermehrt Reden, beispielsweise auf einer Bergarbeiterdemonstration in Belleville, Illinois, und fand schließlich Kontakt zu den Amalgamated Clothing Workers of America (ACWA), der Gewerkschaft Sidney Hillmans, für die sie die Präsidentschaftskandidatur Parley P. Christensens unterstützte. 1920 wurde sie Bildungsdirektorin der ACWA und von 1921 bis 1922 war sie Exekutivsekretärin der League for Mutual Aid, bis ihre Gesundheit sie abermals zum Rücktritt zwang.
1921 heiratete sie John Sanders, einen Ingenieur, der zuvor bei ihrem Bruder in Newark, New Jersey, zur Untermiete gewohnt hatte. Nach der Hochzeit, durch die sie die US-amerikanische Staatsbürgerschaft erhielt, zog das Paar nach Whitestone, New York um, wo die beiden bis zum Ende ihres Lebens wohnhaft blieben. Darüber, ob sie ihren Geburtsnamen beibehielt oder den Nachnamen ihres Mannes annahm, gibt es widersprüchliche Angaben. Als Ehefrau ging sie keiner offiziellen Tätigkeit nach, die Bindungen zu den amerikanischen Organisationen, in denen sie sich bisher engagiert hatte, blieben jedoch erhalten.
Mit den Vertreterinnen der britischen Frauenwahlrechtskampagne hatte sie 1931 noch einmal Kontakt, als sie in den USA das Buch The Suffragette Movement von Sylvia Pankhurst bewerben sollte, das sich dort bislang nicht gut verkaufte. Über ihr Wirken nach 1916 erwähnte das Buch lediglich in einer Fußnote, Gawthorpe sei nach Amerika emigriert, Journalistin geworden und habe geheiratet. Da sie ihre Arbeit nach der Auswanderung in die Vereinigten Staaten in dem Buch hierdurch nicht ausreichend gewürdigt fand, geriet Gawthorpe in einen hitzigen Briefwechsel mit Pankhurst, der bis 1935 andauerte und in dessen Verlauf sie forderte, Pankhurst möge eine überarbeitete Version ihres Buches veröffentlichen. Diese kam der Aufforderung nicht nach und der Kontakt riss in der Folgezeit anscheinend ab.

### Späte Jahre
1933 kehrte sie noch einmal für kurze Zeit nach Großbritannien zurück. Über die Zeit nach dem Zweiten Weltkrieg ist wenig bekannt, aus Briefen geht jedoch hervor, dass sie weiterhin politisch interessiert war und die britische Campaign for Nuclear Disarmament unterstützte.
1962 veröffentlichte Mary Sanders ihre Autobiografie Up Hill to Holloway, die die Zeit von ihrer Kindheit bis zu der Periode unmittelbar nach der Freilassung aus der Haft 1906 umfasst. Im Jahr darauf verstarb ihr Ehemann. In ihren letzten Jahren widmete sie sich der Astrologie, der Gärtnerei sowie dem Malen und Zeichnen. Im Januar 1973 zog sie in ein Altersheim in Whitestone, wo sie im März desselben Jahres im Alter von 92 Jahren verstarb.

## Nachlass
Ihre Memoiren Up Hill to Holloway erschienen lediglich in einer Auflage von 6000 Stück und wurden nach 1962 nie mehr neu aufgelegt.
Nach Gawthorpes Tod vermachten ihre Erben all ihre Briefe, Schriften und weitere Papiere einem Archiv der New York University. Nachdem diese auf Mikrofilm kommerziell verfügbar gemacht wurden, sind sie auch in der Leeds Central Library einsehbar.

## Schriften
- Votes for Men. Women’s Press, London 1910.
- Up Hill to Holloway. Traversity Press, Penobscot 1962, LCCN 62-014845.